# سعر الفائدة بين البنوك في شنغهاي
سعر الفائدة بين البنوك في شنغهاي (أو Shibor ، 上海 银行 间 同 业 拆放 利率) هو معدل مرجعي يومي يعتمد على أسعار الفائدة التي تقدم بها البنوك إقراض أموال غير مضمونة لبنوك أخرى في سوق المال بالجملة (أو «بين البنوك») في شنغهاي.

## نبذة
هناك ثمانية أسعار لسعر الفائدة بين البنوك في شنغهاي، مع آجل استحقاق تتراوح بين عشية وضحاها إلى عام. يتم احتسابها من الأسعار المعروضة من قبل 18 بنك، مع استبعاد أعلى أربعة أسعار وأربعة أدنى أسعار، ثم متوسط العشرة المتبقية.